# Linfen
Linfen (chiń. upr. 临汾; chiń. trad. 臨汾; pinyin Línfén) – miasto o statusie prefektury miejskiej w środkowych Chinach, w prowincji Shanxi, nad rzeką Fen He. W Okresie Wiosen i Jesieni znane pod nazwą Pingyang. W 2010 roku liczba mieszkańców miasta wynosiła 244 243. Prefektura miejska w 1999 roku liczyła 3 936 216 mieszkańców.

## Historia
Dolina rzeki Fen He była jednym z pierwszych centrów cywilizacji chińskiej, miejscem w którym rozwijały się prehistoryczne kultury (paleolityczne i neolityczne) i gdzie znajdowały się osiedla dynastii Shang (1600–1046 p.n.e.). Według legendy miasto było stolicą państwa Yao, mitycznego władcy. W IV w. p.n.e. na obszarze dzisiejszego Linfen znajdowało się miasto Pingyang, które było stolicą państwa, będącego lennem państwa Han w okresie Walczących Królestw. Za rządów dynastii Han (206 p.n.e.–220 n.e.) Pingyang zostało ustanowione powiatem (xian), a w 248 roku komanderią.
Po różnych zmianach administracyjnych, w 583 roku powiatowi nadano nazwę Linfen, podczas gdy komturia, będąca siedzibą powiatu pozostała pod nazwą Pingyang. Za rządów dynastii Tang (618–907) prefektura, do której należało Linfen, nazywała się Jin. W okresie późnej dynastii Tang i epoce Pięciu Dynastii i Dziesięć Królestw (907–960) miasto ze względu na strategiczne położenie stało się ważnym garnizonem i często było pod administracją wojska. Za panowania dynastii Ming (1368–1644) i Qing (1644–1911) Linfen było centrum prefektury Pingyang. Mingowie wznieśli w mieście mury obronne; we wczesnym okresie Qing osiedla miejskie rozrosły się, wychodząc poza mury.
W 1853 roku przez miasto przeszła armia Tajpingów, pozostawiając za sobą duże zniszczenia; dalsze szkody powstały w latach 60. XIX w. podczas powstania Nian. Pod koniec XIX w. miasto gwałtownie straciło na znaczeniu, a po proklamowaniu republiki w 1911 roku zostało sprowadzone do rangi miasta powiatowego. Pod koniec lat 30. XX w. miało mniej niż 10 tys. mieszkańców, a dużą część terenów w obrębie murów miejskich stanowiły nieużytki. W tym czasie miasto było średniej wielkości ośrodkiem handlu, gdzie głównym towarem było lokalne zboże i bawełna; miasto było wówczas znane z dużych targów bydła, odbywających się każdej wiosny, które przyciągały kupców z prowincji Shaanxi i Henan.
Znaczenie gospodarcze Linfen wzrosło po doprowadzeniu do miasta linii kolejowej z Taiyuan w 1935 roku i rozbudowie sieci dróg. Miasto zostało całkowicie zniszczone przez Japończyków podczas II wojny światowej, lecz udało się je odbudować. Jeszcze przed wojną w okolicy odkryto duże złoża węgla. W latach 50. otworzono zakłady przetwórstwa spożywczego oraz fabrykę narzędzi rolniczych i od lat 60. miasto zaczęło rozwijać się pod kątem przemysłu. Linfen stało się również ośrodkiem przemysłu metalurgicznego, maszynowego i energetycznego.

## Zanieczyszczenie
Blacksmith Institute uznał Linfen za najbardziej zanieczyszczone miasto świata. Miasto to zostało także wybrane jako najgorsze miasto globu przez stronę Popular Science.

## Miasta partnerskie
- Chichibu